# 大河沿河

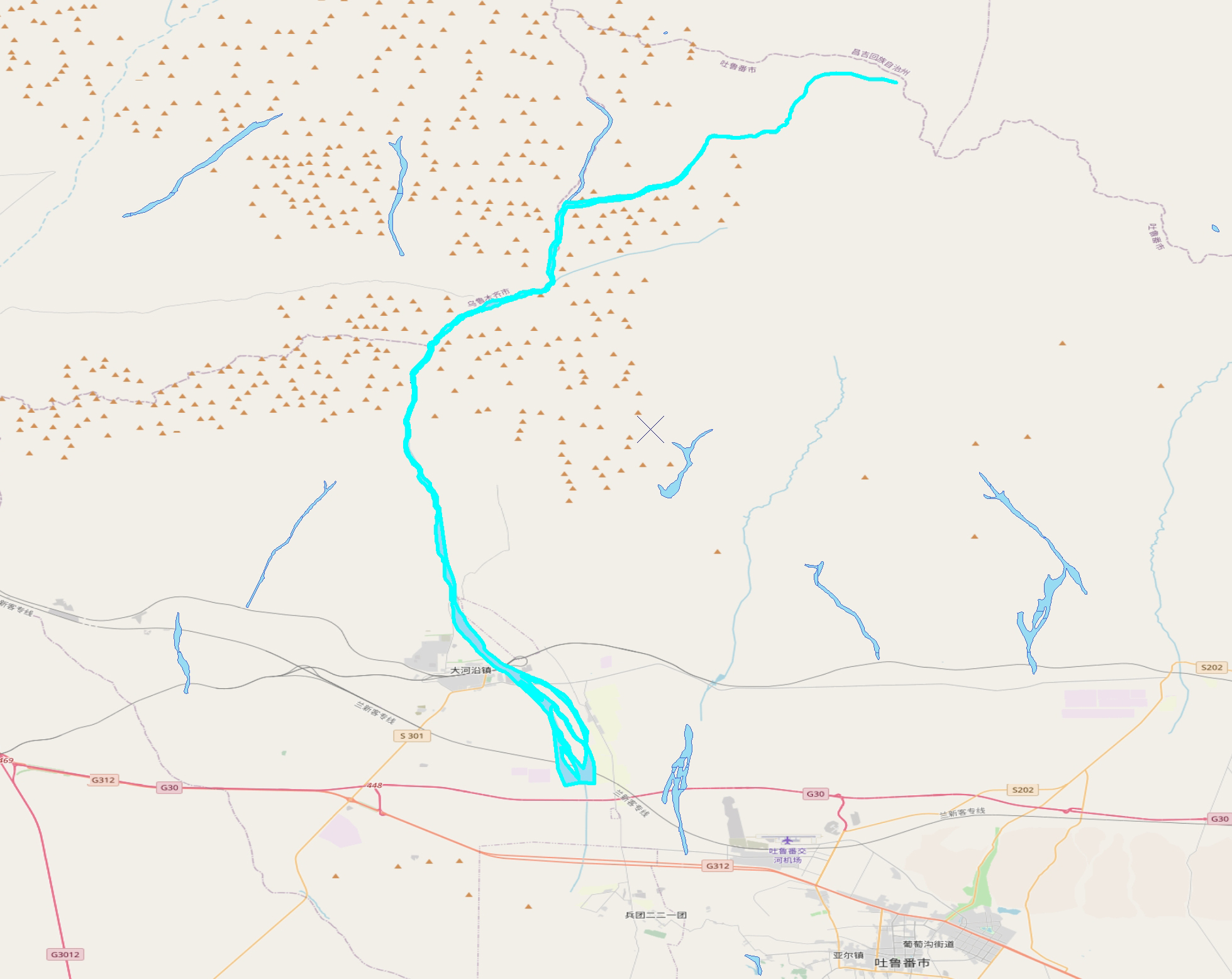
大河沿河大致走向

大河沿河位于中华人民共和国新疆维吾尔自治区吐鲁番市高昌区西北部，发源于博格达山南麓，自东北向西南流11千米，右纳石窑子艾肯沟后转南流，成为吐鲁番市与乌鲁木齐市的界河，约7千米后转西南流，经乌鲁木齐市达坂城区阿克苏乡大河沿村后再转南流，约15千米后出山口，山口以下17千米，河流从吐鲁番市高昌区大河沿镇东侧穿兰新铁路大桥，流向东南戈壁。下游河道呈散流状，宽处达1～2千米，河水在山前冲洪积扇地带大量散失；余水沿古河床穿越于大河沿镇南19签的肯德克低山峡谷后，散失于荒漠中，尾闾为艾丁湖。山口以上河长68千米，流域面积787平方千米，年均径流量1.035亿立方米。2020年高昌区人民政府发布的《关于河道管理范围划界成果公告》，划定的大河沿河河道管理范围范围大河沿河河源至兰新客运专线大桥以南（公告中坐标点实际位置），河流长度83千米。